# Who Is She
Who Is She (en hangul, 수상한 그녀; romanización revisada, Susanghan geunyeo; literalmente, «Ella es sospechosa») es una serie de televisión surcoreana escrita por Heo Seung-min, dirigida por Park Yong-soon y protagonizada por Kim Hae-sook, Jung Ji-so, Jung Jin-young y Chae Won-bin. Es una versión de la homónima película surcoreana de 2014, que tomó el título internacional Miss Granny. Se emitió por el canal KBS2 del 18 de diciembre de 2024 al 23 de enero de 2025, en horario de miércoles y jueves a las 21:50 (hora local coreana).

## Sinopsis
Oh Mal-soon es una anciana que, tras hacerse un retrato en un extraño estudio fotográfico, mágicamente vuelve a su apariencia de veinteañera. Decide entonces perseguir de nuevo su gran sueño de la juventud, que quedó incumplido: ser cantante. Para ello ingresa en una academia como aprendiz de ídolo.

## Reparto

### Principal
- Kim Hae-sook como Oh Mal-soon, una anciana que quedó viuda muy joven y crio a su hija con gran determinación mientras regentaba un restaurante de fideos. Un día se va de casa después de discutir con su hija Ji-sook, y recupera accidentalmente su apariencia de hace 50 años; de nuevo en la juventud, lucha por cumplir su sueño incumplido de convertirse en cantante.[2][3]

- Jung Ji-so como Oh Doo-ri. Es un personaje impredecible que va y viene entre una joven veinteañera de rostro fresco y una mujer astuta de 70 años, y revoluciona el barrio de Jongno en Seúl con su aparición repentina. Entra en Eunice Entertainment y se convierte en aprendiz de ídolo para cumplir su sueño de convertirse en cantante.[2][3]

- Jung Jin-young como Daniel Han (Han Joon-hyuk), el líder del viejo grupo popular Ignis y el actual productor ejecutivo de Eunice Entertainment. Es un genio planificador que compone, produce y establece el concepto del álbum, así como la imagen del grupo. Si bien estaba en un camino tranquilo como productor ejecutivo, su vida da un vuelco cuando conoce a Doo-ri, quien tiene un secreto.[2][4][5]

- Chae Won-bin como Choi Ha-na, la nieta de Mal-soon. Es una estudiante modelo que siempre ocupa el primer puesto en la escuela. Renuncia al examen de ingreso a la universidad para convertirse en cantante, su verdadero sueño, y entra como aprendiz en Eunice Entertainment.[2][3]

### Secundario

#### Familia de Mal-soon
- In Gyo-jin como Choi Min-seok, el marido de Ji-sook y director de una antigua academia de enfermería en el barrio. Tras casarse con Ji-sook, a quien conoció en la universidad, deja su trabajo y monta un negocio, pero todo lo que hace fracasa estrepitosamente y acaba viviendo con sus suegros. Sin embargo, con su singular astucia, parece más un hijo que un yerno y desempeña un papel vital en la familia, incluso como mediador en los conflictos que surgen en ella.[6][7]

- Seo Young-hee como Ban Ji-sook, hija única de Mal-soon y ejecutiva de una gran empresa, es una auténtica mujer de carrera que ha sido reconocida como un modelo a seguir para las mujeres jóvenes, habiendo superado en silencio todo tipo de injusticias y discriminaciones en una época en la que incluso conseguir un empleo a largo plazo era difícil. Creció fuerte bajo una madre fría y fuerte, pero siempre echó de menos el amor de sus padres, y cae en una gran confusión cuando ve a su madre dándole a su hija más cariño del necesario.[6]

#### Eunice Entertainment
- Cha Hwa-yeon como Kim Ae-sim, la leyenda viviente de la música pop coreana y la cantante nacional. Después de un incidente que involucró a Mal-soon en el pasado, ha construido una increíble carrera como cantante, creciendo cada vez más. Actualmente está disfrutando de un nuevo apogeo mientras dirige Eunice Entertainment con su sobrino Daniel Han como su mano derecha, pero se pone ansiosa después de presenciar accidentalmente a Mal-soon.[6][8]

- Kim So-won como Seo Chan-mi, una directora vocal que incluso admite tener 50 años de experiencia. Ella es quien pulió a Emily, convirtiéndola en una estrella. Chan-mi, que comprende tanto las fortalezas como las debilidades de Emily, se siente muy avergonzada cuando Doo-ri, quien a diferencia de la tranquila Emily apela activamente a su opinión e insiste en un nuevo estilo de canto, se une como aprendiz.[8]

- Oh Ji-yeon como Kwon Jun-hee, uno de los mejores compositores de Corea que crea música de moda y produce los álbumes de Element con Daniel.[8]

- Lee Dal como Jeong Ho-yi, coreógrafo y bailarín talentoso, Ho-yi se convierte rápidamente en la persona de referencia en Eunice Entertainment gracias a su aguda intuición. Conocido por difundir noticias en la compañía, a menudo discute con Oh Doo-ri, lo que crea una química única entre los dos.[8]

- Lee Hwa-kyum como Lim Lina, directora de interpretación y jefa del equipo de mercadeo de Eunice Entertainment. Un todoterreno inteligente y ocurrente que es el único socio de confianza del productor Daniel Han y es buena en todo.[8][9]
- Hyun Jae-yeon como Soo-jin, el reclamo visual de las aprendices de Eunice Entertainment. A pesar de ser una aprendiz que aún no ha debutado, ya ha formado un gran fandom debido a su apariencia sobresaliente. Es la líder de hecho del grupo Element.[10][11]
- Lee Ji-hyeon como Min-ah, aprendiz de Element, la única componente del grupo que proviene de una familia adinerada.[11]

- Yue como Ola, la componente más antigua y la única extranjera del grupo Element. Habla coreano con fluidez tras tres años de estudio. Considera a Emily su mejor amiga, ya que era la única persona con la que podía hablar inglés, y alberga sentimientos encontrados sobre Doo-ri, que aparece después de que Emily desaparece.[11]

- Seowon como Jay, la componente más joven del grupo Element, que fue elegida a través de un concurso de hip-hop para adolescentes.[11]

#### Vecindario de Jongno-gu
- Jeong Bo-seok como Park Gap-yong, el dueño de la antigua pensión escolar y eterno fan de Mal-soon. Tiene modales y afecto y está enamorado de Mal-soon desde hace mucho tiempo. Es el primero en enterarse del secreto de Oh Doo-ri [6]
- Kim Seong-won como Park Ja-young, el hijo de Gap-yong, desempleado. El Sr. Park, que había vivido como un viejo soltero, se casó tarde en un matrimonio concertado y se convirtió en un padre tardío.
- Park Young-soo como Park Young-jun, que dirige un restaurante en el distrito de Jongno.[12]
- Park Seo-jun como Park Young-seok, chef del restaurante en Jongno y hermano menor de Young-jun. Comenzó a trabajar como chef cuando se dio cuenta de que su obsesión por las sopas podía generar dinero.[13]
- Shin Shin-ae como Shin Soon-ae, directora del Centro Cultural Jongno-gu, es la colaboradora más cercana de Mal-goon.[12]
- Lee Yong-yi como Jang Gwi-rye, agente inmobiliaria local, autoproclamada centro cultural número uno en Jongno.
- Shin Yeon-sook como Oh Chun-bun, líder del vecindario.
- Choi Jeong-woo como Byeon Kang-seok, el segundo al mando del vecindario.

#### Otros
- Kim Byeong-ok como un taxista. Es un hombre misterioso, con una energía insidiosa, la primera impresión que te hace querer bajarte del taxi. Es él quien lleva a Oh Mal-soon al estudio fotográfico donde se producirá su transformación.[12][14]
- Lee Kwang-hee como Sang-ju.
- Yoo Jeong-hu.

- Jung Ji-yoon como Kang Young-eun.[12]

### Apariciones especiales
- Shim Hyung-tak.

## Producción
La serie es una coproducción de Studio V Plus, Idea Factory y Yein Plus. Es una versión de la homónima película surcoreana de 2014, que tomó el título internacional Miss Granny. La trama, no obstante, difiere ya desde el primer episodio de la que presentaba el filme. El guion está escrito por Heo Seung-min; el director es Park Yong-soon, quien dirigió anteriormente las series Divorce Lawyer in Love (2015), Wanted (2016) y Secret Mother (2018), todas para SBS.
La productora anunció el 3 de marzo de 2023 que había elegido a Jung Ji-so para el personaje de Oh Doo-ri. Jung Jin-young se sumó al proyecto en septiembre de 2023, según anunció su agencia. El actor también había actuado en la película Miss Granny, en la que se basa la serie, aunque con otro personaje. También el 20 del mismo mes confirmó su participación Kim Hae-sook.
El 14 de noviembre de 2024 se distribuyeron imágenes de la lectura del guion. El primer vídeo de avance se lanzó el 19 de noviembre. En ese momento se confirmó que la serie se estrenaría el 18 de diciembre y se emitiría miércoles y jueves a las 21:50 horas. El 8 de diciembre el equipo de producción publicó un cartel del dúo de personajes Oh Mal-soon y Oh Doo-ri, ataviadas del mismo modo. Cuatro días después se presentó la producción a la prensa en un hotel de Mapo-gu, Seúl; a la misma asistieron In Gyo-jin, Seo Young-hee, el director Park Yong-soon, Jung Ji-so, Kim Hae-sook y Jung Jin-young. Al día siguiente se lanzó el avance principal de la serie.

## Audiencia
| Temporada | Temporada | Episodio número | Episodio número | Episodio número | Episodio número | Episodio número | Episodio número | Episodio número | Episodio número | Episodio número | Episodio número | Episodio número | Episodio número | Promedio |
| Temporada | Temporada | 1               | 2               | 3               | 4               | 5               | 6               | 7               | 8               | 9               | 10              | 11              | 12              | Promedio |
| --------- | --------- | --------------- | --------------- | --------------- | --------------- | --------------- | --------------- | --------------- | --------------- | --------------- | --------------- | --------------- | --------------- | -------- |
|           | 1         | 624             | 565             | 638             | 575             | —               | 690             | —               | —               | 525             | 588             | 554             | 582             | N/A      |

| Episodio | Fecha de emisión        | Índices de audiencia (Nielsen Korea) | Índices de audiencia (Nielsen Korea) |
| Episodio | Fecha de emisión        | Nacional                             | Seúl                                 |
| --- | ----------------------- | ------------------------------------ | ------------------------------------ |
| 1 | 18 de diciembre de 2024 | 3,9 % (14.ª)                         | 3,6 % (15.ª)                         |
| 2 | 18 de diciembre de 2024 | 3,4 % (17.ª)                         | 3,2 % (19.ª)                         |
| 3 | 25 de diciembre de 2024 | 4,0 % (15.ª)                         | 3,5 % (18.ª)                         |
| 4 | 26 de diciembre de 2024 | 3,5 % (15.ª)                         | 3,0 % (17.ª)                         |
| 5 | 1 de enero de 2025      | 3,6 % (19.ª)                         | ND                                   |
| 6 | 2 de enero de 2025      | 4,0 % (15.ª)                         | 3,5 % (17.ª)                         |
| 7 | 8 de enero de 2025      | 3,1 % (19.ª)                         | ND                                   |
| 8 | 9 de enero de 2025      | 3,2 % (20.ª)                         | ND                                   |
| 9 | 15 de enero de 2025     | 3.0 % (16.ª)                         | 3,2 % (14.ª)                         |
| 10 | 16 de enero de 2025     | 3,2 % (20.ª)                         | 3,0 % (20.ª)                         |
| 11 | 22 de enero de 2025     | 3,2 % (19.ª)                         | ND                                   |
| 12 | 23 de enero de 2025     | 3,4 % (16.ª)                         | 3,5 % (16.ª)                         |
| Promedio | Promedio                | 3,5 %                                | —                                    |
| - En la tabla superior, los números azules representan las calificaciones más bajas y los números rojos representan las más altas. - La expresión «ND» indica que no se publicó el dato correspondiente. |                         |                                      |                                      |